# Sandrine Gruda

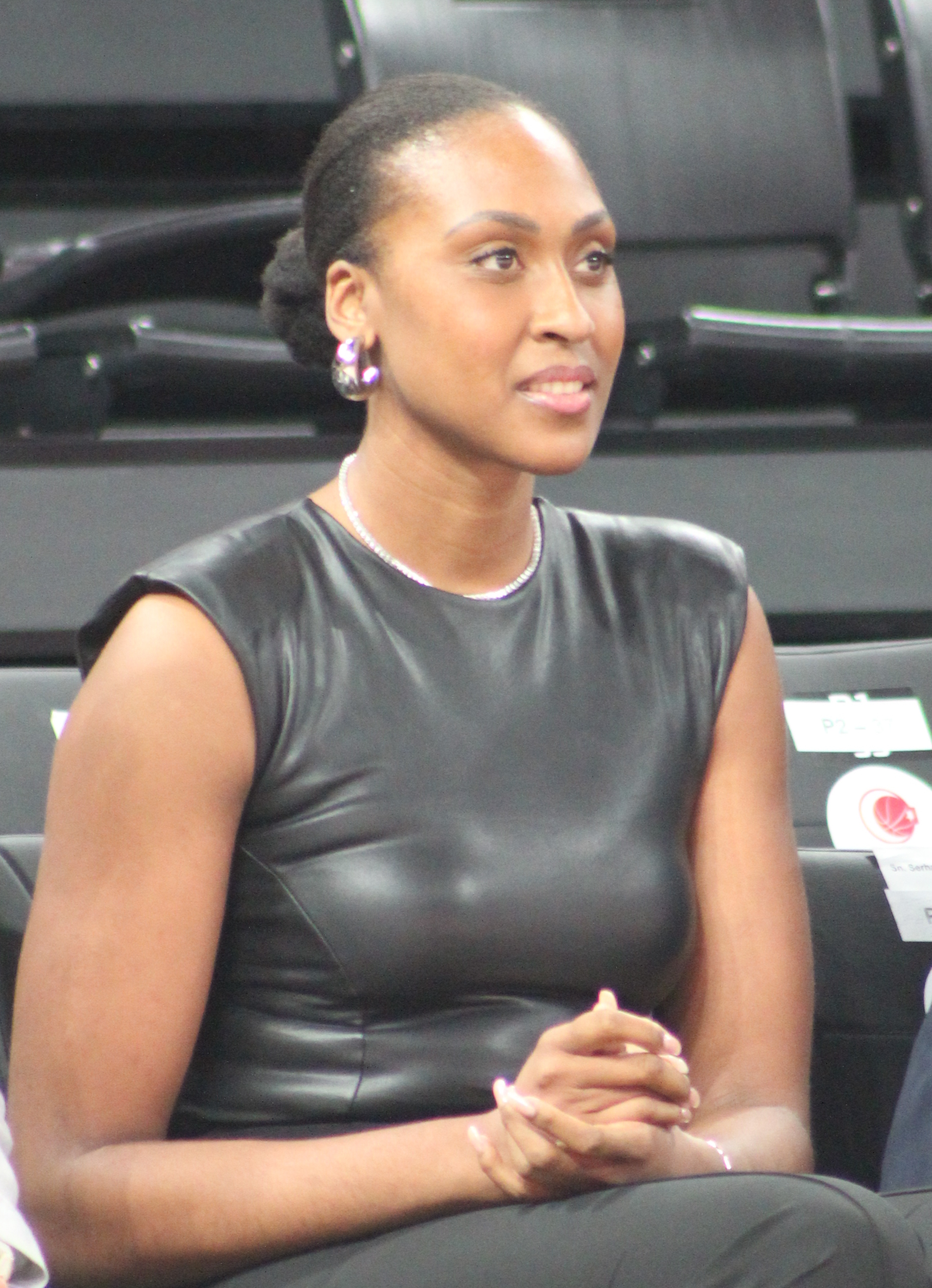
Gruda 2024

Sandrine Gruda, née le 25 juin 1987 à Cannes, est une joueuse française de basket-ball évoluant au poste d'intérieure. Elle devient rapidement l'une des joueuses majeures de l'équipe de France et l'une des meilleures joueuses européennes, attirant ainsi les convoitises des meilleurs clubs européens avant de rejoindre la Superligue de Russie. Elle est désignée meilleure joueuse européenne de l'année 2009 par la FIBA Europe.
Avec la sélection française, elle obtient un titre européen en 2009, la médaille d'argent en 2013, 2015, 2019, 2021 et deux médailles de bronze en 2011 et 2023 ainsi que deux médailles olympiques, l'argent en 2012 et le bronze en 2020. Ses 2878 points en équipe de France durant sa carrière sportive, achevée en 2024, font d'elle à cette date la meilleure marqueuse de l'histoire de la sélection.

## Carrière en clubs
Née à Cannes, elle est élevée en Martinique depuis ses trois ans, avec ses sœurs par son père Ulysse, ancien pivot international, après le décès de sa mère. Après une formation au Golden Lion Basket Ball et au Pôle Espoir de la Martinique, c’est en 2002 que la jeune Martiniquaise alors âgée de 15 ans s’envole vers la Métropole et entame sa route par la filière fédérale. Elle débute trois ans plus tard dans le championnat professionnel féminin à 18 ans à Valenciennes. Recrutée comme quatrième intérieure, elle devient très rapidement un élément majeur, tant en championnat national (15 pts à 63 %, 81 % de réussite aux lancers-francs, et 6,3 rebonds) qu’en Euroligue. Laurent Buffard témoigne « On l’a recrutée à l’âge de 18 ans comme quatrième joueuse du secteur intérieur, mais elle s’est très vite imposée. Elle possédait déjà une dimension athlétique hors norme. ». Lors de l'Euroligue 2006, l'USVO atteint le Final   Four disputé à Brno et échoue en demi-finale face au club local du Basketbalový Klub Brno sur le score de 61 à 54, Gruda apportant 14 points et 8 rebonds à son équipe en 35 minutes. Sur la scène française, Valenciennes est battu par Bourges en finale deux victoires à une (68-56, 66-85 et 71-58) en LFB 2005-2006 et également lors du tournoi de la fédération 65 à 72, toujours face au même adversaire. La jeune pivot est nommée meilleure joueuse (MVP) française de la ligue, cumulant ce titre avec le titre de meilleure espoire.
Le 17 janvier 2007, elle est nommée meilleure jeune joueuse européenne de l’année 2006 par la FIBA. Ce classement est déterminé à partir d’un vote de la part de fans sur internet et par une sélection d’experts comprenant journalistes, joueurs et entraîneurs.
En mars 2007, elle signe un contrat avec le club russe de UMMC Iekaterinbourg pour la saison suivante, rejoignant ainsi son entraîneur de Valenciennes Laurent Buffard qui vient de prendre la direction sportive. En avril, à l’occasion de la draft WNBA 2007, la Française est choisie en 13e position du premier tour par la formation du Sun du Connecticut, franchise avec laquelle elle signe un contrat de trois ans. À seulement 20 ans, elle suit son entraîneur à Iekaterinbourg. Elle explique « En Sibérie, les journées très courtes et les températures extrêmes (jusqu’à – 45 °C en hiver) sont compensées par un environnement propice au basket de haut niveau. « C’est une ville qui me correspond, où j’ai une vie simple (...) le club dispose de moyens très importants. » Pour la préparatrice physique Sabine Juras, qui a suivi Buffard en Russie, puis qu'elle retrouve dans le staff de Valérie Garnier en équipe de France : « Très rapidement, elle a assimilé beaucoup en ce qui concerne le travail et la rigueur. Elle a fait preuve d’une capacité d’adaptation incroyable. A 20 ans, en Sibérie, elle n’était pas paumée ni déconcentrée par les conditions extérieures. »
Elle termine la saison par une finale du championnat où elle apporte 21 points (à 10/17) et 7 rebonds en 36 minutes lors de la victoire du match aller à Bourges sur le score de 64 à 55, puis 11 points et 7 rebonds en 35 minutes lors de victoire 70 à 61 à Valenciennes qui donne le titre à ses couleurs. Comme lors de la saison précédente, elle est nommée MVP française de l'année (le titre d'étrangère revenant à Hamchétou Maïga-Ba) et de meilleure jeunes espoire. Durant la saison estivale, elle décide de privilégier l'équipe nationale et ne rejoint pas la WNBA.
Sous ses nouvelles couleurs russes, elle doit se faire une place au sein d'un effectif riche d'individualité. Le club se qualifie pour le Final Four qui se tient à Brno. Le club échoue en demi-finale face au tenant du titre, également russe, du Spartak région de Moscou. Lors de la rencontre, terminée sur le score de 68 à 78, Gruda marque 8 points à 4 sur 8 aux tirs et capte 2 rebonds en 26 minutes. Ekaterinbourg termine finalement troisième de la compétition après sa victoire sur Bourges. Le club échoue ensuite en finale de la Superligue, face au même Spartak.
Après la fin de la saison en Europe, elle décide de privilégier sa carrière américaine en WNBA. Pour sa première saison dans la ligue américaine, elle dispute 31 rencontres, dont une dans le cinq entamant la rencontre. Elle réalise 6 double-double et termine la saison avec 6,2 points de moyenne et 3,5 rebonds en 15,4 minutes.
La saison suivante, elle évolue de nouveau dans la ligue russe. En Euroligue, le club russe échoue comme la saison précédente en demi-finale, de nouveau face au même adversaire, sur le score de 83 à 74, Gruda apportant 12 points (5 sur 7) et 8 rebonds en 37 minutes. Toutefois, Ekaterinbourg, qui a changé d'entraîneur durant la coupure hivernale, remporte la Superligue. Gruda est pour sa part nommée MVP, fait d'autant plus remarquable que la Superligue accueille la plupart des meilleures joueuses mondiales.
Après sa campagne victorieuse avec l'équipe de France au championnat d'Europe, elle enchaîne avec sa deuxième saison en WNBA. Elle devient l'une des joueuses majeures de son équipe, commençant 25 des 26 rencontres de la saison régulière auxquelles elle participe. À la fin de celle-ci, elle est la deuxième marqueuse de sa franchise avec 13,5 points derrière Asjha Jones et la première au rebond avec 6,3 prises. Elle est même désignée joueuse de la semaine. Cependant, avec un bilan de 16 victoires pour 18 défaites, son équipe n'est pas qualifiée pour les play-offs.
En février 2010, elle est désignée joueuse européenne de l'année 2009 (2009 Women's Player Of The Year) par la FIBA Europe. Elle devance la Lettone Anete Jēkabsone et la Russe Maria Stepanova. Sa saison européenne avec Ekaterinenburg se termine par une nouvelle élimination en demi-finale de l'Euroligue, sa quatrième à titre personnel, et la troisième avec son club. C'est de nouveau le principal rival de celui-ci en Russie, le Spartak Région de Moscou, qui empêche Gruda et ses coéquipières d'atteindre la finale. Durant cette rencontre, remportée 87 à 79 par le Spartak, Gruda termine meilleure rebondeuse de son équipe avec 11 prises mais elle doit se contenter de 4 points, 1 sur 4 aux tirs, 1 passe et 2 contres. Ekaterinenburg remporte ensuite la troisième place en triomphant du club polonais de Wisła Can-Pack Cracovie. Ekaterinenburg remporte toutefois le championnat russe et la coupe de Russie.
Elle retrouve pour la troisième fois la franchise de Connecticut pour la saison WNBA 2010. Les joueuses du Sun de Connecticut terminent la saison régulière avec un bilan équilibré de 17 victoires pour 17 défaites. Cependant, ce bilan, cinquième de la conférence Ouest, ne permet pas à la franchise de jouer les playoffs. Durant cette saison, elle voit arriver Tina Charles, la no 1 de la draft WNBA 2010 et qui terminera la saison avec quatre titres, sur quatre, de rookie of the Month (meilleure débutante du mois) et le titre de rookie of the Year (meilleure débutante de l'année). Celle-ci devient la titulaire du poste de pivot. Sandrine Gruda, qui n'entame désormais que dans six rencontres sur les 28 qu'elle dispute (contre 25 sur 26 la saison précédente), est avec 11,5 points la troisième marqueuse de son équipe. Elle est également la quatrième de son équipe au classement des rebonds avec 4,5 prises. Elle reçoit des votes pour le poste de sixième femme de la saison, titre qui revient finalement à DeWanna Bonner.
En 2010-2011, Sandrine Gruda et son équipe s'inclinent en demi-finale de l'Euroligue face au Spartak région de Moscou, mais Ekaterinbourg se venge en remportant le championnat russe face au Spartak.
Ekaterinbourg échoue de nouveau dans sa tentative de remporter l'Euroligue. Après une qualification pour le Final Eight, nouvelle formule pour la phase finale de la compétition, le club russe met en péril cet objectif dès le premier en s'inclinant face à Ros Casares Valence sur le score de 62 à 49 avec 12 points et quatre rebonds de la joueuse française. Ekaterinbourg termine finalement troisième en s'imposant face à Fenerbahçe. Sur ce Final Eight, les moyennes de Gruda sont de 13,8 points et 4,8 rebonds en 29 minutes. En Superligue, compétition que Sandrine Gruda remporte pour la quatrième saison consécutive grâce à une victoire trois à zéro dans la série qui l'oppose au Spartak région de Moscou, avec 23 points et 9 rebonds lors de la dernière victoire 89 à 64, elle termine deuxième meilleure marqueuse avec 18,3 points derrière l'Américaine Crystal Langhorne.
Après plusieurs saisons au club, elle remporte enfin en 2013 l'Euroligue avec UMMC Iekaterinbourg, avec 19 points et 8 rebonds en finale. La saison suivante, le club russe échoue en demi-finales de l'Euroligue, mais remporte un sixième titre national consécutif, Gruda inscrivant 24 points et 9 rebonds lors de la dernière manche.
En avril 2014, elle est transférée du Sun aux Sparks en échange de deux premiers tours de draft. Elle y retrouve sa coéquipière depuis 2009 à Ekaterinburg Candace Parker. Les Sparks parviennent à se qualifier de justesse pour les play-offs, mais y sont battus dès le premier tour. Elle fait l'impasse sur la saison WNBA 2015 pour prendre du repos et privilégier le championnat d'Europe de juin 2015.
En février, elle doit mettre prématurément un terme à sa saison 2015-2016, victime d'une aponévrosite plantaire.
Après les jeux de Rio, elle rejoint son amie Candace Parker les Sparks qui remportent le titre de champion de la saison WNBA 2016.
Pour la saison 2016-2017, elle s'engage avec le club turc de Fenerbahçe İstanbul, mais s'engage pour accomplir la fin de saison des Sparks dans la foulée du tournoi olympique de Rio. Elle inscrit 23 points à 8/12 aux tirs, 8 rebonds et 4 passes décisives pour contribuer à la victoire 69 à 63 de son équipe sur Montpellier.
Avec Fenerbahçe, ses statistiques sont de 12,4 points, 6,6 rebonds, 14,3 d'évaluation en Euroligue 2016-2017.
Fin juillet 2017, elle reprend la compétition en WNBA avec les Sparks. les parks atteignent les Finales WNBA, mais manquent le doublé.
En octobre 2017, elle signe avec le club français de Lyon ASVEL pour pallier la blessure de Djéné Diawara . Après avoir marqué le championnat de son empreinte (meilleure marqueuse de LFB avec 18 pts par match, troisième rebondeuse (9,2) et surtout de loin première à l'évaluation avec 26,3), elle quitte le club début décembre pour rejoindre le club turc disputant l'Euroligue de l’université du Proche-Orient qui se classe troisième de l'Euroligue 2018. Ses statistiques en Turquie sont de 12,8 points et 6,6 rebonds en championnat et 12,6 points et 8,4 rebonds en Euroligue. Pour 2018-2019, elle s'engage en Italie à Schio, dirigé par l'ancien entraîneur de l'équipe de France Pierre Vincent, et formera un trio intérieur avec Isabelle Yacoubou et Jantel Lavender.
En juin 2022, elle revient en France en signant chez LDLC ASVEL Féminin pour 3 saisons.

## Équipe de France

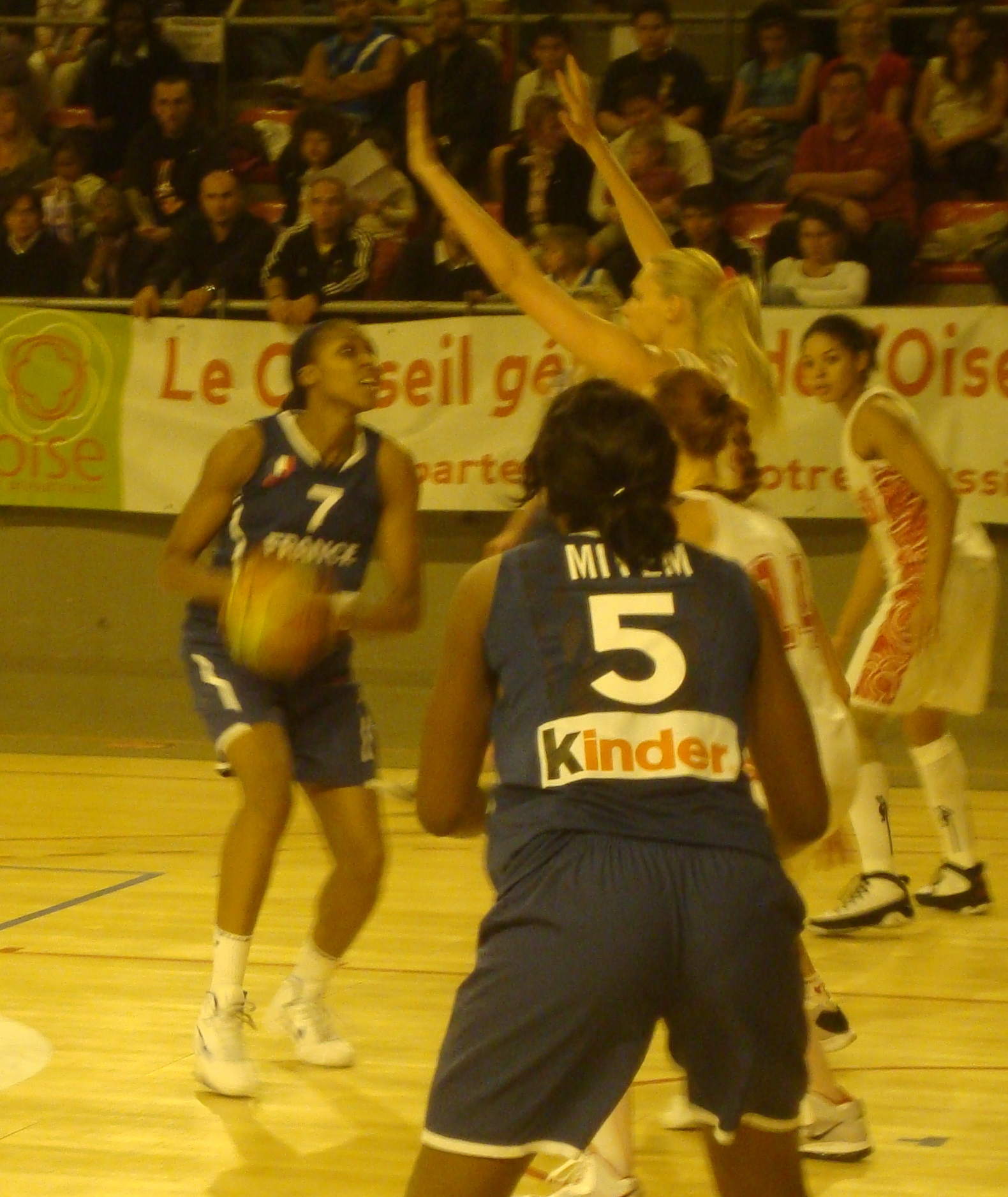
Sandrine Gruda en 2011 lors de la préparation au championnat d'Europe

En 2003, elle participe au Championnat d'Europe Cadettes où l'équipe de France termine à la cinquième place. L'année suivante, elle rejoint l'équipe junior qui dispute le Championnat d'Europe de Bratislava, de nouveau terminé à la cinquième place. Sur le plan individuel, Gruda termine avec 18,1 points, 13,4 rebonds et 0,6 passe et elle est désignée meilleure intérieur du championnat. Lors de sa seconde tentative dans ce championnat, elle remporte sa première médaille internationale avec la médaille de bronze de Budapest et reçoit de nouveau le titre de meilleure intérieure.
La saison suivante, elle fait ses débuts avec l'équipe de France sénior, lors d'une rencontre face à la Chine. Elle est choisie par le sélectionneur Alain Jardel pour participer au championnat du monde 2006 au Brésil. Malgré son jeune âge, 19 ans, elle dispose rapidement d'un temps de jeu important, 21 minutes par match, apportant 10,0 points, 2,9 rebonds et 0,6 passe. La France termine à la cinquième place.
La saison suivante, elle retrouve les filles de sa génération pour le championnat du monde des moins de 21 ans disputé à Moscou. En demi-finale, les bleuettes sont opposées aux « sapphires », nom donné aux espoires australiennes qui se qualifient malgré les 28 points et 8 rebonds de Gruda. La France se défait ensuite de la Russie pour remporter la médaille de bronze. Lors de cette rencontre, Gruda, perturbée par les fautes, termine avec 8 points et six rebonds. Elle est désignée MVP de la compétition. Elle rejoint ensuite la sélection A pour le Championnat d'Europe en Italie. Cependant, les résultats ne sont pas à la hauteur que la cinquième place du mondial brésilien avait laissé supposer. La France, qui voit ses cadres décevoir, et les jeunes incapables de compenser, échoue en quart de finale face à la Lettonie puis perd ensuite ses deux rencontres de classement face à la Lituanie et la Belgique pour terminer à la huitième place. Gruda termine la compétition avec 14,6 points, 4,9 rebonds et 0,7 passe.
Gruda décide de ne pas participer à la campagne de l'Équipe de France 2008 qui doit assurer sa qualification pour le prochain championnat d'Europe lors de qualifications. Elle retrouve le groupe des bleues en janvier 2009 lors d'un stage mené par le nouveau sélectionneur Pierre Vincent. L'ambiance du groupe, et le discours de l'entraîneur la convainc de retrouver le maillot bleu. Elle est ainsi logiquement sélectionnée pour le Championnat d'Europe disputé en Lettonie, dont elle revient médaillée d'or. Elle est élue dans le meilleur de la compétition en compagnie de sa compatriote Céline Dumerc, de la lettone Anete Jēkabsone-Žogota, de la grecque Evanthía Máltsi, MVP de la compétition et de la russe Svetlana Abrossimova. Avec une moyenne de 15,4 points par rencontre, elle figure au cinquième rang du classement des marqueuses. Elle occupe la quatrième place au classement des rebondeuses avec 7,7 prises. Ses autres statistiques sont de 0,9 passe, 0,8 interception et 0,6 contre.
Elle est appelée par le sélectionneur national dans la sélection des douze joueuses retenues pour disputer le Mondial 2010, mais elle doit renoncer à cause d'une blessure aux tendons rotuliens aux deux genoux, peu avant le début de la compétition.

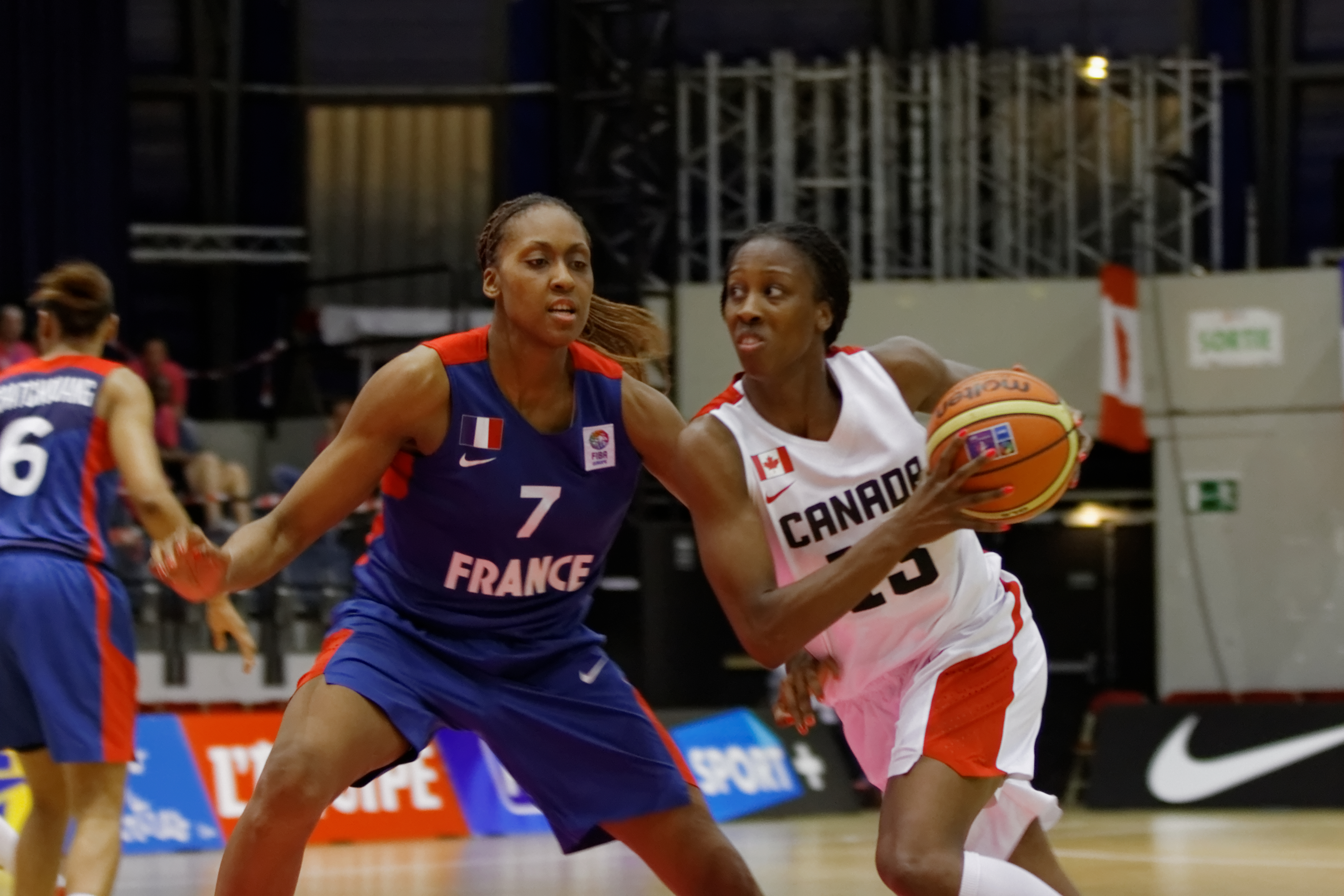
Sandrine Gruda (7) en 2013 lors de la préparation au championnat d'Europe

Elle fait son retour sous le maillot bleu pour le Championnat d'Europe où l'équipe de France a deux objectifs : dans un premier temps, s'assurer au minimum de participer aux tournois pré-olympique de 2012 en obtenant une place parmi les cinq premières de la compétition. Puis de tenter de conserver le titre européen obtenu en 2009. Le premier objectif est réalisé avec l'obtention d'une médaille de bronze obtenue face à la République tchèque, rencontre au cours de laquelle Sandrine Gruda réalise sa meilleure prestation en termes de statistiques avec 26 points, à 12 sur 14 aux tirs et 2 sur 2 aux lancers francs, 6 rebonds et 4 passes. Toutefois, les performances de Gruda ne sont pas régulières sur l'ensemble du championnat : lors de la demi-finale perdue face à la Turquie, elle doit se contenter de 4 points avec 1 sur 7 aux tirs. Le directeur technique national Jean-Pierre de Vincenzi explique ces performances par une défense ciblée sur le jeu intérieur des Françaises et plus particulièrement sur Sandrine Gruda. Elle termine toutefois au premier rang de la compétition dans la catégorie statistique du contre avec 1,7 par rencontres. Ses autres moyennes sont de 13,4 points, dixième de la compétition, 6,2 rebonds et 1,9 passe.
Meilleure marqueuse de l'équipe de France lors du tournoi préolympique disputé à Ankara en Turquie, avec 13,7 points auxquels elle ajoute 5,3 rebonds, 1,3 passe, son apport offensif est plus faible lors du tournoi olympique. Elle n'inscrit que trois points et ne capte que trois rebonds lors du premier match face au Brésil, rencontre où elle révèle qu'elle connait quelques douleurs en raison « de micro lésion musculaire sur le mollet qui s'est cicatrisée ». Lors des trois matchs suivants, elle dépasse la barre des dix points, avec 11, 10 et 16 points, meilleure marqueuse française sur ce match avec Edwige Lawson-Wade, captant 6, 7 et 7 rebonds lors de ces rencontres face à l'Australie, le Canada et la Grande-Bretagne. Face à ce dernier adversaire, elle réalise également 5 contres. Lors de l'opposition face aux Russes, joueuses qu'elle côtoie en championnat de Russie, elle inscrit 9 points, 3 rebonds, 2 passes et 3 contres. En quart de finale, face à la République tchèque, elle doit attendre 18 minutes avant de pouvoir tenter son premier tir, puis parvient à inscrire 6 points, 2 sur 4 aux tirs, et capter 7 rebonds, avec également 2 passes, 2 interceptions et 1 contre. De nouveau opposées aux Russes, elle commence parfaitement la partie mais se blesse à une cheville, celle-ci ne l'empêchant toutefois pas à disputer le reste de la partie. Lors de cette victoire qui qualifie les Françaises pour la finale, elle inscrit 11 points, capte 8 rebonds, délivre 2 passes. Lors de cette finale, perdue sur le score de 50 à 86, elle inscrit 12 points, capte 3 rebonds, délivre 1 passe et réussit un contre. Sur l'ensemble du tournoi, ses statistiques sont de 9,8 points, 5,5 rebonds, 1,1 passe et 2,1 contres, meilleure joueuse du tournoi dans cette dernière statistique.
Une semaine avant le championnat d'Europe 2013, elle devient la troisième joueuse française à obtenir la une de L'Équipe magazine, après Paoline Ékambi en 1981 et Élisabeth Diaw-Riffiod en 2006. Lors de cette compétition, elle termine avec des statistiques de 12,0 points, 5,8 rebonds et 1,2 passe. Elle marque 25 points à 11 sur 16 aux tirs et capte 4 rebonds lors de la finale perdue contre l'Espagne.
Laurent Buffard dit qu'elle : « C’est le genre de joueuse qui peut toujours progresser car c’est une grosse bosseuse. Elle s’auto-évalue constamment. Elle va encore améliorer sa fiabilité au tir et mieux canaliser son agressivité sur le parquet. » Pendant ses vacances, elle s’entoure d’un entraîneur personnel de basket et d’un sophrologue. A l’été 2013, cette perfectionniste a même suivi des leçons d’athlétisme avec Guy Ontanon, l’ancien entraîneur de la sprinteuse Christine Arron : « J’aime travailler et j’aime ce que je fais (...) Le basket est avant tout un sport de course avant d’être un sport de saut. » Ancien sélectionneur national, Pierre Vincent est élogieux : « Elle est l'« energizer » au milieu d’un groupe dans lequel de nombreuses jeunes joueuses sont arrivées. On peut s’appuyer sur elle et sur sa très forte confiance en elle ». En préparation du Mondial 2014, elle marque 26 points et 15 rebonds pour un succès de prestige à Paris face aux Américaines. Malgré une préparation tronquée par sa saison aux Sparks, elle est l'atout offensif majeure des Bleues au championnat du monde, où les Françaises décrochent une septième place. Elle manque la dernière rencontre pour cause de douleurs au genou.
Elle débute l'Euro 2015 sur de bases très élevées qui la rendent très ciblé par les défenses adverses : « À titre personnel, je ne ressens pas plus de responsabilités que d'habitude. Je joue au basket, je profite des situations. Je joue tout simplement, je ne le vis pas comme une grosse responsabilité. » En 2015, elle est membre de l'équipe qui atteint la finale de l'Euro 2015 face à la Serbie ne craque pas et conquiert son premier titre de Championne d'Europe (68-76).
Elle ne participe pas au Championnat d'Europe 2017 pour consacrer le mois de juin à son mariage en Martinique : « Il s'agit d'une heureuse nouvelle qui a coloré ma vie, je vais me marier cet été. Il était important pour moi de prévenir Valérie en toute transparence. Nous avons échangé en novembre sur le sujet, quand nous nous sommes parlé au sujet de ma participation à cette fenêtre FIBA (...) Le choix que je fais cet été ne remet pas en cause mes futures participations, et je tiens à être présente sur les prochaines échéances ». Elle fait l'impasse sur la saison WNBA 2018 afin de mieux préparer la Coupe du monde en septembre.
Blessée en début de préparation, elle s'affirme au fur et à mesure du championnat d'Europe 2019 et se montre dominante en quarts de finale face aux Belges en inscrivant (33 points, son record en sélection, à 11 tirs de champ sur 15 et 11 sur 12 aux lancers francs, 10 rebonds, 1 contre) pour un élément majeur de la victoire remportée après prolongation.  
Lors du tournoi de qualification olympique 2020 , elle devient à l'occasion d'une victoire sur l'Australie la deuxième marqueuse de l'histoire de l'équipe nationale surpassant les 2 478 points d'Élisabeth Riffiod. 16 mois plus tard, pendant la préparation du Championnat d'Europe 2021, elle dépasse Isabelle Fijalkowski et ses 2 567 points pour devenir la meilleure marqueuse de l'histoire,.
Elle fait partie de l'équipe de France médaillée de bronze aux Jeux olympiques d'été de 2020 à Tokyo. Elle est élue dans le meilleur cinq de la compétition.
Absente de la liste des joueuses sélectionnées pour les Jeux olympiques d'été 2024 à Paris, elle annonce, une fois les Jeux olympiques terminés, mettre un terme à sa carrière. Meilleure marqueuse de l'histoire de la sélection, son total est de 2 878 points au moment de l'arrêt de sa carrière.

## Vie personnelle
Elle est la fille d’Ulysse Gruda, pivot de 2,07 m qui fut sélectionné six fois en équipe de France.
En 2010, elle prête son image à une campagne publicitaire pour la compagnie aérienne Air Caraïbes et pratique occasionnellement le mannequinat.
Alors blessée, elle débute en janvier 2016 une formation de journaliste par correspondance au Centre de formation des journalistes.
En 2017, elle fait le choix de ne pas participer au championnat d'Europe avec l'équipe de France pour raisons personnelles. En effet, elle se marie en Martinique le 7 juillet 2017.

## Palmarès

### Sélection nationale
Avec l'équipe de France, dont elle obtient sa première sélection A le 5 août 2006 à Dunkerque contre la Chine, elle obtient les résultats suivant :
- Médaille d'argent aux Jeux olympiques d'été de 2012 de Londres
- Médaille de bronze aux Jeux olympiques d'été de 2020 à Tokyo[72]
- Médaille d'or au Championnat d'Europe 2009 à Riga (Lettonie)
- Médaille d'argent au championnat d'Europe 2013 à Orchies (France)
- Médaille d'argent au championnat d'Europe 2015[61] en Hongrie et Roumanie
- Médaille d'argent au championnat d'Europe 2019 à Belgrade (Serbie)[73]
- Médaille d'argent au championnat d'Europe 2021 en France et en Espagne
- Médaille de bronze au championnat d’Europe 2011[74]
- Médaille de bronze au Championnat d’Europe 2023[75]
- 5e du Championnat du Monde 2006
- 7e du Championnat du Monde 2014
- 8e du Championnat d'Europe 2007

Dans les compétitions de jeunes, elle obtient également des récompenses avec les sélections françaises :
- 2005 : Médaillée de bronze au Championnat d’Europe juniors
- 2007 : Médaillée de bronze du Championnat du Monde U21

### Clubs
Sandrine Gruda possède de nombreux titres :
- Championne WNBA 2016[33]
- Championne de Russie (Superligue russe) : 2009, 2010, 2011, 2012, 2013, 2014[27].
- Finaliste de la Superligue russe : 2008
- Vainqueur de la Coupe de Russie : 2009, 2010, 2011, 2012, 2013[76], 2014[77].
- Championne de France : 2007 avec Valenciennes  et 2023 avec l'Asvel
- Finaliste du Championnat de France : 2006
- Coupe de France: 2007
- Finaliste de la Coupe de France : 2006
- Finaliste du Tournoi de la Fédération : 2006, 2007

Ses résultats dans les compétitions internationales disputées en club sont :
- Vainqueur de l'Euroligue : 2013[26] et 2016[78]
- 3e du Final Four de l'Euroligue : 2006, 2008, 2009, 2010, 2011, 2012
- Vainqueur de l’Eurocoupe : 2023 avec l’Asvel

### Trophées et distinctions individuelles
Sandrine Gruda est récompensée sur le plan européen :
- Désignée meilleure joueuse européenne de l'année 2009 (2009 Women's Player Of The Year) par la FIBA Europe[19]
- Sélectionnée au All Star Game FIBA Europe 2007
- Désignée Meilleure jeune basketteuse européenne de l'année FIBA Europe en 2006[10]
- Désignée dans le Meilleur cinq de l'Euroligue : 2020[79]
- Désignée dans le deuxième Meilleur cinq de l'Euroligue : 2021[80]

Sandrine Gruda reçoit de nombreuses distinctions lors des compétitions où elle évolue avec l'Équipe de France :
- Meilleur cinq du Tournoi olympique de 2020[68].
- MVP du TQO 2020 (Bourges).
- Meilleur cinq du Championnat d'Europe : 2009[43], 2015, 2019[81] et 2023[82]
- Meilleure intérieur du championnat d'Europe junior 2004
- Meilleure intérieur du championnat d'Europe junior 2005
- MVP du Mondial Espoir (-21 ans) 2007[83]

Lors de sa carrière en France, elle obtient :
- Meilleure joueuse (MVP) de la LFB : 2006 et 2007[9]
- Meilleure joueuse (MVP) de la finale de LFB : 2023
- Meilleure joueuse espoir de LFB : 2006 et 2007[9]

### Décorations
- Chevalier de l'ordre national du Mérite (décret du 31 décembre 2012)[84]
- Médaille de la jeunesse, des sports et de l'engagement associatif, or (2024)[85]

## Statistiques

### Statistiques en WNBA
| Saison | MJ | Min  | 2pts  | 3pts  | LF    | Reb. | Reb. | Reb. | Pd  | Int | C   | Bp   | F    | Moy. |
| Saison | MJ | Min  | 2pts  | 3pts  | LF    | O    | D    | T    | Pd  | Int | C   | Bp   | F    | Moy. |
| ------ | -- | ---- | ----- | ----- | ----- | ---- | ---- | ---- | --- | --- | --- | ---- | ---- | ---- |
| 2008   | 31 | 15,4 | 0,455 | 0,000 | 0,544 | 1,4  | 2,1  | 3,5  | 0,9 | 0,6 | 0,8 | 1,32 | 1,80 | 6,2  |
| 2009   | 26 | 31,2 | 0,467 | 0,000 | 0,558 | 2,5  | 3,8  | 6,3  | 1,3 | 0,9 | 1,6 | 2,62 | 3,30 | 13,5 |
| 2010   | 28 | 22,7 | 0,491 | 0,182 | 0,760 | 1,9  | 2,6  | 4,5  | 1,2 | 0,7 | 0,8 | 1,61 | 1,80 | 11,5 |
| Total  | 85 | 22,6 | 0,472 | 0,182 | 0,651 | 1,9  | 2,8  | 4,7  | 1,1 | 0,7 | 1,0 | 1,81 | 2,3  | 10,2 |

### Statistiques en coupes européennes
| Saison              | MJ | Min  | 2pts    | 2pts | 3pts | 3pts | LF    | LF   | Rebonds | Rebonds | Rebonds | Pd  | F   | Bp  | Int | C   | Points | Points |
| Saison              | MJ | Min  | R/T     | %    | R/T  | %    | R/T   | %    | O       | D       | T       | Pd  | F   | Bp  | Int | C   | T      | Moy.   |
| ------------------- | -- | ---- | ------- | ---- | ---- | ---- | ----- | ---- | ------- | ------- | ------- | --- | --- | --- | --- | --- | ------ | ------ |
| Euroligue 2012-2013 | 17 | 26,2 | 99/176  | 56,3 | 0/0  | 0,0  | 41/63 | 65,1 | 1,9     | 3,5     | 5,4     | 0,8 | 1,6 | 2,2 | 0,6 | 0,8 | 239    | 14,1   |
| Euroligue 2011-2012 | 20 | 27,7 | 110/210 | 52,4 | 1/5  | 20,0 | 47/67 | 70,1 | 2,2     | 3,1     | 5,3     | 1,3 | 1,7 | 2,1 | 0,7 | 0,8 | 270    | 13,5   |
| Euroligue 2010-2011 | 16 | 28,8 | 75/137  | 54,7 | 0/0  | 0,0  | 61/74 | 82,4 | 2,3     | 3,1     | 5,4     | 1,0 | 1,9 | 2,4 | 1,0 | 0,7 | 211    | 13,2   |
| Euroligue 2009-2010 | 16 | 23,9 | 55/128  | 43,0 | 0/1  | 0,0  | 46/56 | 82,1 | 1,6     | 3,5     | 5,1     | 0,8 | 1,4 | 1,6 | 0,9 | 1,0 | 156    | 9,8    |
| Euroligue 2008-2009 | 16 | 26,4 | 86/137  | 62,8 | 1/25 | 0,0  | 29/57 | 50,9 | 3,4     | 3,1     | 6,4     | 1,0 | 1,9 | 1,3 | 0,6 | 0,8 | 204    | 12,8   |
| Euroligue 2007-2008 | 16 | 29,3 | 94/167  | 56,3 | 0/0  | 0,0  | 33/45 | 73,3 | 1,9     | 3,0     | 4,9     | 1,0 | 1,8 | 1,8 | 0,8 | 0,3 | 221    | 13,8   |
| Euroligue 2006-2007 | 12 | 33,7 | 89/159  | 56,0 | 0/7  | 0,0  | 29/36 | 80,6 | 2,5     | 3,3     | 5,8     | 0,5 | 2,4 | 3,1 | 1,3 | 0,7 | 207    | 17,3   |
| Euroligue 2005-2006 | 16 | 30,2 | 81/131  | 61,8 | 0/4  | 0,0  | 49/62 | 79,0 | 2,1     | 3,9     | 5,9     | 1,0 | 2,4 | 2,3 | 0,6 | 0,4 | 211    | 13,2   |